# Unione Sportiva Palmese 1912
Unione Sportiva Palmese 1912 é um clube de futebol com sede em Palmi, Itália, fundada em 1912. A empresa, cujas cores são preto e verde, é um dos times mais antigos no cenário do futebol da Calábria, e no passado também jogou nos campeonatos precursores da Lega Pro Prima Divisione de hoje, perdendo, em 1935, com o Taranto e l'Andrea Doria finais de acesso a Serie B. O Palmese foi então inscrito no profissional 3 ligas da Série C. Naqueles anos, e após a Segunda Guerra Mundial, o Palmese enfrentaram em jogos oficiais da temporada formações brasonadas od sul da Itália affacciatesi em outras épocas na Serie A, como AS Bari, Reggina Calcio, Calcio Catania, Salernitana, Messina, US Lecce e Catanzaro. 
Além disso, em 1934, Palmese jogou em Palmi dois amistosos contra a AS Roma e AC Fiorentina.
A empresa também tem participado na Coppa Italia 1938-1939.